# The Prince of Central Park (2000)
(Prince of Central Park br: O Príncipe do Central Park, pt: Príncipe do Central Park) é um filme americano do gênero drama, dirigido e roteirizado por John Leekley, produzido por Steven Seagal, Julius R. Basso e John P. Gulino e estrelado por: Kathleen Turner, Danny Aiello, Cathy Moriarty e Harvey Keitel. O filme é um remake do filme de TV de 1977 The Prince of Central Park, estrelado por Ruth Gordon e T. J. Hargrave; ambos os filmes foram baseados no romance The Prince of Central Park, de Evan Rhodes.

## Sinopse
Menino foge de casa depois de sofrer abusos de sua mãe de criação e vai morar no Central Park. Lá conhecerá o Gaurdião (Harvey Keitel), homem que zela pelo parque e que lhe ensina a crescer nas ruas. Também conhecerá Rebecca (Kathleen Turner), uma mulher que sente falta do filho.

## Elenco
- Kathleen Turner .... Rebecca Cairn
- Danny Aiello .... Noah Cairn
- Cathy Moriarty .... Sra. Ardis
- Frankie Nasso .... JJ Somerled
- Harvey Keitel .... Guardião
- Luna Lauren Velez .... Rosa Sanchez (como Lauren Velez)
- Jerry Orbach .... homem de negócios
- Mtume Gant ....Easy
- Tina Holmes .... Annalisse Somerled
- Carmen Moreno .... Sophia
- Svetlana Efremova .... mãe de Sophia
- Francesco Vittorio .... jovem JJ
- Michael P. Moran .... guarda de segurança (como Michael Moran)
- Stephanie Berry .... diretor da escola
- Frank Anthony .... operador do carrossel

## Remake
O longa é uma adaptação de um filme homônimo de 1977, estrelado por Ruth Gordon T. J. Hargrave; ambos os filmes foram baseados no romance The Prince of Central Park, de Evan Rhodes.

## Adaptação
Rhodes também adaptou seu próprio romance para a Broadway em 1989, mas a produção, estrelada por Jo Anne Worley, foi tão mal recebida que terminou após quatro apresentações. A produção foi dirigida e coreografada por Tony Tanner. Os cenários e figurinos foram desenhados por Michael Bottari e Ronald Case, que receberam muitas boas críticas por seu cenário de toca-discos. O projeto de iluminação foi de Norman Coates. Antes da estréia da Broadway em Miami Beach, havia uma produção dirigida por Bob Bogdanoff e estrelada por Nannette Fabray. Muitos pensaram que, se Nannette Fabray continuasse com o show, o musical teria durado mais tempo. A produção da Broadway foi apresentada no Belasco Theater. Além de JoAnne Worley, estrelou um jovem Richard H. Blake, que se tornaria um rosto familiar na Broadway em shows baseados em filmes como The Wedding Singer, Saturday Night Fever e Legally Blonde: The Musical. Anthony Galde (do Starlight Express-Broadway e 1ª turnê nos EUA, fez o líder da gangue de rua.